# Jan Pieczychwostki Bokij
Jan Pieczychwostki Bokij herbu własnego – podkomorzy włodzimierski w latach 1582-1597, podkomorzy bracławski w 1581 roku.
Deputat na Trybunał Główny Koronny z województwa wołyńskiego w 1592 roku.